# Diálogo de San José

La Unión Europea y los estados firmantes del Diálogo de San José.

El Diálogo de San José, iniciado en 1984, se refiere a las relaciones multilaterales establecidas entre la Unión Europea y ciertos países de América Central (Costa Rica, El Salvador, Guatemala, Honduras, Nicaragua y Panamá). Su primera reunión, a nivel ministerial, tuvo lugar en San José (Costa Rica) en septiembre de 1984. La siguiente tuvo lugar en Luxemburgo en noviembre de 1985, donde se decidió institucionalizar mediante el establecimiento de una serie de objetivos y reuniones anuales. Sus objetivos eran poner fin a la situación de violencia e inestabilidad en la región, el desarrollo social y económico, la justicia social y el respeto de los derechos humanos y la democracia. Se firmaron varios acuerdos de cooperación en los años posteriores.